# Antonio Manrique de Vargas

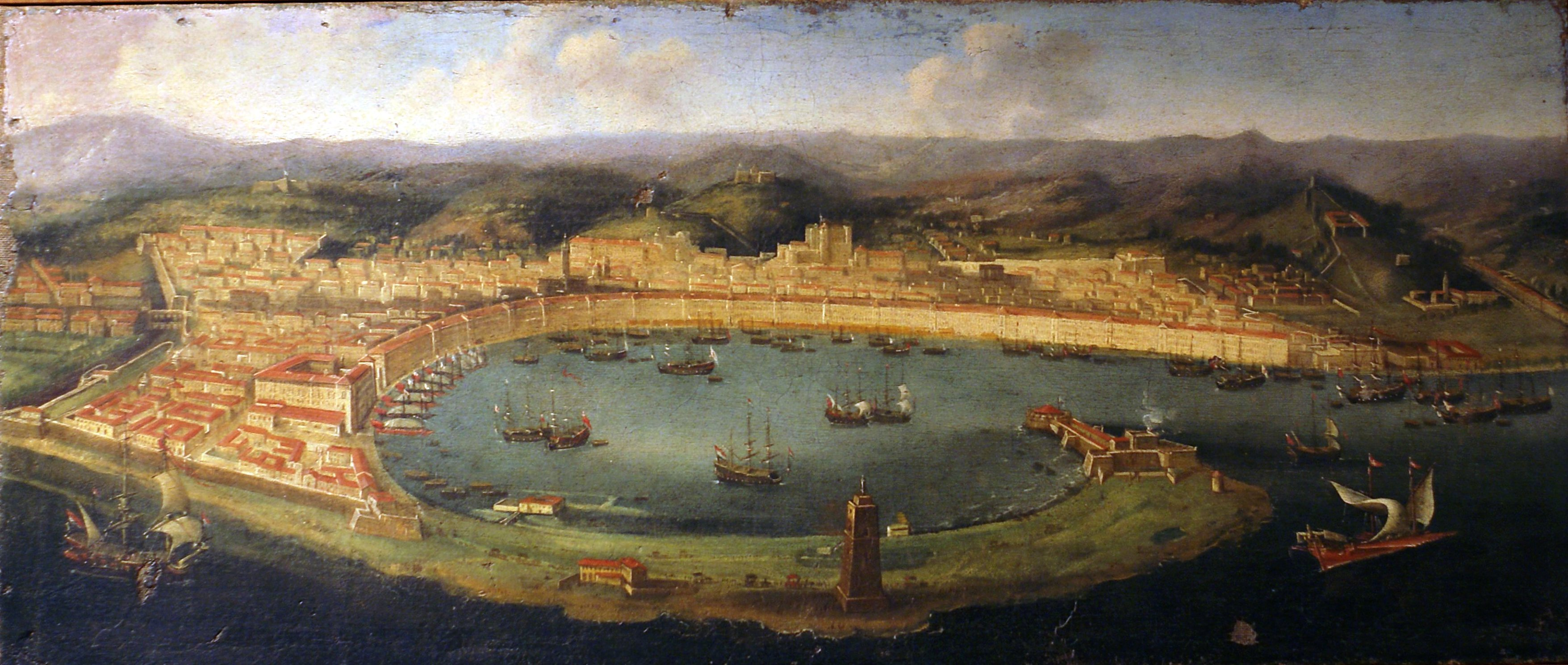
Mesina, de donde sería nombrado stratigoto Antonio en 1613. (óleo de Abraham Casembroot, 1623)

Antonio Manrique de Vargas, I marqués de Coreglia (en España, Charela) (Alcalá de Henares, ¿?-¿?, 1635) fue un noble y político español.

## Biografía
Fue hijo de Diego Manrique, caballero de la Orden de Calatrava, y su esposa Mariana de Tapia. Tuvo dos hermanas:
- Ana de Cabrera Manrique, casada con Íñigo López de Mendoza, V marqués de Mondéjar.
- Catalina Manrique, casada con Francisco Bravo de Guzmán, señor de la Villa de Olmedilla y caballero de la Orden de Santiago.

En 1595 fue nombrado caballero de la Orden de Santiago.
Fue muy cercano a Pedro Téllez-Girón, III duque de Osuna, virrey de Sicilia desde 1611. Así fue nombrado por este en 1612 para encabezar una misión a Madrid, enviada para dar explicaciones sobre distintos desórdenes ocurridos en Sicilia. En recompensa por el éxito de su misión el duque de Osuna consiguió que, en 1613, Antonio fuese nombrado stratigoto de Messina. Desde entonces la suerte de Antonio Manrique estuvo unida a la del duque de Osuna. En 1616, pasó con este a su nuevo virreinato en el reino de Nápoles. En este reino, Osuna nombraría a Antonio Manrique, regidor de la Vicaría.
Tras algunos desencuentros con Osuna, y el inicio de una investigación sobre el desfalco de 49.804 escudos en la época en que servía a Osuna en Sicilia, volvió a Madrid. Una vez en la corte española, no pierde su crédito, concediéndole incluso Felipe III el título de marqués de Coreglia (españolizado en Charela, Chanvela, Cherela o Chirel), en el reino de Nápoles, en 1618. En Madrid fue cercano al conde de Villaflor, Luis Enríquez de Almansa y Rojas, con quien jugaba a los naipes.
Entre 1621 y 1623 se produjo el proceso acerca de su administración de algunos tributos como stratigoto de Messina (los 49.804 escudos), en el marco de una serie de procesos dirigidos contra los colaboradores del duque de Osuna. Finalmente, en 1623 sería condenado a pagar 25.000 ducados de multa por este asunto. En estos primeros años del reinado de Felipe IV (que reinaba desde 1621) retomaría su cargo de Espía mayor, que ya había ejercido bajo Felipe III.

Otro elemento fundamental para este cambio de suerte se debió a que, alrededor de 1625, su hija Catalina mantuvo una relación con Felipe IV. Fruto de esta relación, Catalina daría luz a un hijo, Francisco Fernando Isidro (1626-1634).Su domicilio en Madrid se encontraba en la calle de Alcalá, esquina con la de la Virgen de los Peligros. Fue en ese lugar sobre el que se construiría el convento de comendadoras de Calatrava, del que hoy solo se conserva la iglesia. Una vez construido el cenobio, se puso sobre su puerta su título "Real Monasterio de la Concepción de Nuestra Señora". En esos días apareció un pasquín en el que se leían las siguientes letrillas:
Caminante, esto que ves
no es lo que ser solía.
hízola el rey mancebía
para convento después.
lo que un tiempo fue lo que es 
aunque con roja señal
y el título en el umbral
ella lo dice y enseña,
que casa en que el rey empreña 

es la Concepción Real.
En 1627 fue nombrado castellano del castillo de Sant'Elmo y capitán general de caballería ligera del reino de Nápoles.
Murió hacia 1635

## Matrimonio y descendencia
De su enlace con Eufrasia de Bazán, hija natural de Alonso de Bazán y Victoria de Mendoza, tuvo al menos varios hijos:
- Diego Manrique (-1637), casado con Raimunda Puch
- Catalina (-1690), que tuvo una relación con Felipe IV y después caso con el milanés, conde Carlo Serbelloni.
- Gonzalo Manrique, caballero de la Orden de Santiago.[8]
- Andrés Mendoza, caballero de la Orden de Santiago.[1]
- Victoria, religiosa profesa en el Monasterio de las Huelgas en Burgos.
- Mariana, religiosa en el mismo convento que su hermana Victoria.
- Juana, religiosa en el mismo convento que sus hermanas Victoria y Mariana.

## Títulos, órdenes y empleos

### Títulos
- Marqués de Coreglia (en español, Charela) (en el reino de Nápoles)

### Órdenes
- Caballero de la Orden de Santiago. (1595)[9]

### Empleos
- Stratigoto de Mesina
- Espía mayor de Felipe III.[10]

### Nota
1. ↑  También conocida como Eufrasia de Mendoza o Eufrasia de Leyva.

### Individuales
1. 1 2  «Pruebas para la concesión del Título de Caballero de la Orden de Santiago de Andrés de Mendoza, natural de Nápoles». Portal de Archivos Españoles. 1627.
2. 1 2  Salazar y Castro, Luís de (1686). Historia genealogica de la casa de Lara, justificada con instrumentos, y escritores de inviolable fe. Por don Luis de Salazar y Castro,... Tomo I [-III]. I. en la Imprenta real : por Mateo de Llanos y Guzman. Anõ de M. DC. XCVI [-M. DC. XCVII]. p. 596. Consultado el 11 de octubre de 2023.
3. ↑  «Pruebas de la concesión del Título de Caballero de la Orden de Santiago de Antonio Manrique de Vargas y Ruiz de Tapia, natural de Madrid». Portal de Archivos Españoles. Consultado el 18 de abril de 2024.
4. 1 2  Gates, Eunice Joiner (1935-02). «Gongora's Use of Proverbs». Hispania 18 (1): 45. doi:10.2307/332282. Consultado el 11 de octubre de 2023.
5. ↑  Galván Desvaux, Daniel (18 de junio de 2021). «Preservar el gobierno de la Monarquía española a inicios del siglo XVII. El proceso contra el III duque de Osuna». Studia Historica: Historia Moderna 43 (1): 323-367. ISSN 2386-3889. doi:10.14201/shhmo2021431323367. Consultado el 11 de octubre de 2023.
6. ↑  Elliott, John H. (1998). «Capítulo VIII. El primer ministro». El conde-duque de Olivares. Crítica. pp.  355. ISBN 84-397-0248-5.
7. ↑  Crosby, James O. (1956-12). «Quevedo and the Court of Philip III: Neglected Satirical Letters and New Biographical Data». PMLA/Publications of the Modern Language Association of America (en inglés) 71 (5): 1117-1126. ISSN 0030-8129. doi:10.2307/460530. Consultado el 11 de octubre de 2023.
8. ↑  «Pruebas de la concesión del Título de Caballero de la Orden de Santiago de Gonzalo Manrique de Bazán, natural de Nápoles». Portal de Archivos Españoles. 1627.
9. ↑  «Pruebas de la concesión del Título de Caballero de la Orden de Santiago de Antonio Manrique de Vargas y Ruiz de Tapia, natural de Madrid». Portal de Archivos Españoles. 1595.
10. ↑  Heras Santos, José Luis de las (1991). «El Fuero Militar». La justicia penal de los Austrias en la Corona de Castilla. Ediciones Universidad de Salamanca. p. 119.